# Xibusha (sockenhuvudort i Kina, Qinghai Sheng, lat 35,03, long 101,70)
Xibusha (kinesiska: 西卜沙, 西卜沙乡, 尕若任宋) är en sockenhuvudort i Kina. Den ligger i provinsen Qinghai, i den nordvästra delen av landet, omkring 180 kilometer söder om provinshuvudstaden Xining. Antalet invånare är 2 827. Befolkningen består av 1 430 kvinnor och 1 397 män. Barn under 15 år utgör 33 %, vuxna 15-64 år 61 %, och äldre över 65 år 4,0 %.
Runt Xibusha är det glesbefolkat, med 9 invånare per kvadratkilometer. Närmaste större samhälle är Dogarmo, 11,1 km öster om Xibusha. Trakten runt Xibusha består i huvudsak av gräsmarker.
Genomsnittlig årsnederbörd är 725 millimeter. Den regnigaste månaden är juli, med i genomsnitt 168 mm nederbörd, och den torraste är december, med 2 mm nederbörd.